# Curiosimusca khooi
Curiosimusca khooi är en tvåvingeart som beskrevs av Rung, Mathis och Papp 2005. Curiosimusca khooi ingår i släktet Curiosimusca och familjen Aulacigastridae. Inga underarter finns listade i Catalogue of Life.